# Jean Rohou
Jean Rohou est un écrivain et universitaire breton, né le 12 janvier 1934 à Plougourvest (Finistère).

## Biographie
Né dans une famille de paysans, le breton était sa seule langue avant d'entrer à l'école. Il est devenu professeur de littérature à l'université Rennes-II (spécialiste de Racine). Il relate son expérience, dans une série de trois tomes intitulés Fils de ploucs, aux éditions Ouest-France, où il donne son témoignage sur la vie de jadis (I), sur la langue bretonne et l'école (II), sur l'histoire des années 1960 (III).
Le documentaire Le monde de Jean réalisé par Mathilde Jounot relate son parcours. Il a été diffusé le 19 février 2015 sur TVRennes, TBOuest et TVSud.

## Œuvres principales
- L'évolution du tragique racinien, SEDES, 1991
- Jean Racine, entre sa carrière, son œuvre et son dieu, Fayard, 1992
- Jean Racine, Théâtre complet, Hachette, La Pochothèque, 1998
- Jean Racine, "Andromaque", Presses universitaires de France, 2000
- Histoire de la littérature française du XVIIe siècle, Presses universitaires de Rennes, 2001
- Le XVIIe siècle, une révolution de la condition humaine, Le Seuil, 2002
- Le Classicisme (1660-1700), Presses universitaires de Rennes, 2004
- Jean Racine : bilan critique, Armand Colin, 2005
- La Tragédie classique (1560-1793), Presses universitaires de Rennes, 2009
- L'histoire littéraire : objets et méthodes, Armand Colin, 2005
- Avez-vous "lu" Racine ? Mise au point polémique, L'Harmattan, 2000
- Fils de ploucs, Éditions Ouest-France, Tome 1  (ISBN 2-7373-3452-7), 2005
- Fils de ploucs, Éditions Ouest-France, Tome 2  (ISBN 2737354579), 2006
- Le Christ s’est arrêté à Rome, Réflexion sur l’Église et l’Évangile, Éditions Dialogues  (ISBN 978-2-918135-16-6), 2010
- Catholiques et bretons toujours ?, Éditions Dialogues  (ISBN 978-2-918135-37-1), 2012
- Liberté ? Fraternité ? Inégalités !, Éditions Dialogues  (ISBN 978-2-918135-89-0), 2014
- La Masure de ma mère, avec Jeanine Ogor, Dialogues, 2015
- Lectures de Madame de Lafayette (avec Gilles Siouffi), Presses universitaires de Rennes, 2015
- Lectures du Misanthrope (avec Brigitte Prost), Presses universitaires de Rennes, 2016
- Fils de ploucs, Tome 3, Changer la société ?, Éditions Ouest-France,  (ISBN 2737372968), 2016
- Une vengeance de l'Ankou, Éditions Pocket,  (ISBN 9782266308021), 2020

## Sujets des œuvres
| Fils de ploucs I: | Fils de ploucs II: | Fils de ploucs III :                             |
| --- | --- | ------------------------------------------------ |
| - Diversité de la Bretagne et des Bretons. - Leur celtitude n'est pas une certitude. - La vie rurale de jadis - Les parents et les grands-parents de l'auteur. - La dureté du bon vieux temps. | - La langue bretonne - L'école de jadis - (notamment les affrontements - entre l'école catholique et "l'école du diable") | - Service militaire - vie universitaire - mai 68 |

## Récompense
- Fils de ploucs I a obtenu le prix des écrivains de l'Ouest.

## Critique
- Fils de ploucs de Jean Rohou: le bonheur triste d'un aliéné, par Pascal Rannou, revue Hopala ! n°30, nov. 2008, p. 35-40. L'auteur estime que J. Rohou affirme parler au nom du réel contre ceux qui vivent dans les mythes, mais ne fait que véhiculer sa propre idéologie, elle-même empreinte de préjugés, notamment sur l'incapacité qu'aurait la langue bretonne à exprimer les notions spirituelles, affectives, technologiques, et la nécessité  qu'il y avait à passer au français pour être promus. J. Rohou mentionne le titre de cet article au début de Fils de ploucs, vol. III, sans indiquer son auteur ni le support qui l'a publié. Il le qualifie sans autre argument d' "absurde et fielleux"[1].
- Le Plouc d'orgueil, Pascal Rannou, site Agence Bretagne Presse: https://abp.bzh/le-plouc-d-orgueil-59126. L'auteur analyse les deux premiers tomes de Fis de ploucs et donne le texte de son article paru dans Hopala!